# جان هاپکرافت
جان هاپکرافت (انگلیسی: John Hopcroft؛ زادهٔ ۷ اکتبر ۱۹۳۹) یک دانشمند رایانه نظری آمریکایی است. کتاب‌های درسی او در زمینه نظریه محاسبات (به عنوان کتاب سیندرلا نیز شناخته می‌شود) و ساختار داده‌ها به عنوان استانداردها در نظر گرفته می‌شوند. او استاد مهندسی آی‌بی‌ام  و ریاضیات کاربردی در علوم رایانه در دانشگاه کرنل است.
وی همچنین برنده جوایزی همچون جایزه تورینگ شده است.